# Gruff Rhys
Gruff Rhys (uttalat [grɪf r̥iːs]), född 18 juli 1970 i Haverfordwest (kymriska: Hwlffordd) i syd-Wales, är en walesisk sångare och musiker som var medlem i musikgruppen Super Furry Animals.

## Musikkarriär

### Ffa Coffi Pawb
Efter att ha spelat trummor i bandet Emily blev Gruff Rhys känd i Wales som frontman i Ffa Coffi Pawb. Översatt, namnet betyder 'allas kaffebönor', och om det sägs fort på kymriska kan det låta som "fuck off everyone". Efter att ha släppt skivor på Ankst blev Ffa Coffi Pawb ett av de ledande banden inom den walesiska musikkulturen och de släppte totalt tre album: Clymhalio, Dalec Peilon och Hei Vidal!.
Rhys spelade gitarr på ett unikt sätt. Han är högerhänt och lärde sig spela på sina bröders vänsterhänta gitarrer. Istället för att stränga om gitarren lärde han sig att spela den vänsterhänta gitarren genom att hålla den upp och ner.

### Super Furry Animals
När Ffa Coffi Pawb splittrades 1993 grundades bandet Super Furry Animals av bland annat Rhys och Dafydd Ieuan. Gruff Rhys spelade gitarr och sjöng, Ieuan spelade trummor och hans bror Cian Ciaran (tidigare från WWZZ) på keyboard, Huw Bunford (tidigare från U-Thant) på gitarr och Guto Pryce på bas. 

### Solo
Den 24 januari 2005 släppte Gruff Rhys sitt första album, Yr Atal Genhedlaeth. Albumet sjöngs genomgående på kymriska och de flesta instrumenten spelades av Gruff Rhys själv. Han höll flera konserter i Wales och övriga Storbritannien. När Super Furry Animals sedan skrev kontrakt med Rough Trade Records bestämde sig skivbolaget för att även inkludera Gruff Rhys solomaterial, och den 8 januari 2007 släpptes uppföljaren till Yr Atal Genhedlaeth, Candylion med sånger på engelska, spanska och kymriska.

### Tillsammans med andra artister
Rhys sjunger ofta in material med andra band och artister. Bland annat sjunger Rhys på låten "Dial: Revenge" av Mogwai som finns med på deras Rock Action.

## Diskografi
- 2005 – Yr Atal Genhedlaeth
- 2007 – Candylion